# Take Me Down (chanson de The Pretty Reckless)
Singles de The Pretty Reckless
Follow Me Down
(2015) Oh My God
(2016)
Take Me Down est une chanson du groupe de rock américain The Pretty Reckless, tirée de leur troisième album studio, Who You Selling For publié en 2016. Elle sort, le 15 juillet 2016, en tant que premier single de l'album. La chanson se classe en tête du classement Billboard Mainstream Rock Songs en 2016, c'est le quatrième single du groupe à le faire à cette date, après Heaven Knows, Messed Up World (F'd Up World), et Follow Me Down. 

## Historique
La chanson est publiée en tant que premier single du troisième album studio du groupe, Who You Selling For, en juillet 2016. La pochette du single est également révélée, fidèle aux allusions passées du groupe à la religion et au diable, cette fois consistant en une main humaine serrant la main d'une main démoniaque rouge.
Un vidéoclip pour la chanson est publié le 29 septembre 2016, qui poursuit le thème des allusions à une nature diabolique. [La vidéo consiste en des séquences du groupe se produisant dans un décor stylisé en noir et blanc, la seule couleur visible étant quelques éléments en rouge, y compris certaines parties de l'arrière-plan, et les lèvres et le collier pendentif de la chanteuse Taylor Momsen. En octobre 2016, la chanson se classe en tête du Billboard Mainstream Rock Songs, faisant du groupe le premier à envoyer ses quatre premières chansons du classement à la première place. La chanson prolonge également le record du groupe pour le plus grand nombre de numéros un au classement par un groupe à chanteuse.
Le groupe interprète la chanson lors du talk-show de fin de soirée de Conan O'Brien le 28 février 2016.

## Thèmes et composition
La chanson raconte l'histoire d'une musicienne qui a vendu son âme au diable en échange de la gloire, rappelant la vieille légende des musiciens qui se rendaient aux carrefours du delta du Mississippi pour passer des accords avec le diable en vue de la gloire et de la fortune,.

## Pistes
| 1. | Take Me Down (Radio Edit)    | Taylor Momsen, Ben Phillips | 4:13 |
| 2. | Take Me Down (Album Version) | Taylor Momsen, Ben Phillips | 4:13 |

| 1. | Take Me Down | Taylor Momsen, Ben Phillips | 4:13 |

## Crédits
- Taylor Momsen – chant principal, guitare rythmique
- Ben Phillips – guitare
- Mark Damon – basse
- Jamie Perkins – batterie

## Classements
| Classements (2016)          | Meilleure position |
| --------------------------- | ------------------ |
| Canada (Rock)               | 5                  |
| États-Unis (Hot Rock Songs) | 27                 |
| États-Unis (Rock Airplay)   | 13                 |

| Classements (2016)            | Position |
| ----------------------------- | -------- |
| US Hot Rock Songs (Billboard) | 81       |
| US Rock Airplay (Billboard)   | 38       |

## Historique des sorties
| Région     | Date            | Format                   | Label       | Ref.   |
| ---------- | --------------- | ------------------------ | ----------- | ------ |
| Divers     | 15 juillet 2016 | Téléchargement numérique | Razor & Tie | [ 14 ] |
| États-Unis | 19 juillet 2016 | Active rock radio        | Razor & Tie | [ 15 ] |